# Liste der Kulturdenkmale in Reitzendorf (Dresden)
Die Liste der Kulturdenkmale in Reitzendorf umfasst jegliche Kulturdenkmale der Dresdner Gemarkung Reitzendorf. 

## Legende
- Bild: Bild des Kulturdenkmals, ggf. zusätzlich mit einem Link zu weiteren Fotos des Kulturdenkmals im Medienarchiv Wikimedia Commons. Wenn man auf das Kamerasymbol klickt, können Fotos zu Kulturdenkmalen aus dieser Liste hochgeladen werden:
- Bezeichnung: Denkmalgeschützte Objekte und ggf. Bauwerksname des Kulturdenkmals
- Lage: Straßenname und Hausnummer oder Flurstücknummer des Kulturdenkmals. Die Grundsortierung der Liste erfolgt nach dieser Adresse. Der Link (Karte) führt zu verschiedenen Kartendiensten mit der Position des Kulturdenkmals. Fehlt dieser Link, wurden die Koordinaten noch nicht eingetragen. Sind diese bekannt, können sie über ein Tool mit einer Kartenansicht einfach nachgetragen werden. In dieser Kartenansicht sind Kulturdenkmale ohne Koordinaten mit einem roten bzw. orangen Marker dargestellt und können durch Verschieben auf die richtige Position in der Karte mit Koordinaten versehen werden. Kulturdenkmale ohne Bild sind an einem blauen bzw. roten Marker erkennbar.
- Datierung: Baubeginn, Fertigstellung, Datum der Erstnennung oder grobe zeitliche Einordnung entsprechend des Eintrags in der sächsischen Denkmaldatenbank
- Beschreibung: Kurzcharakteristik des Kulturdenkmals entsprechend des Eintrags in der sächsischen Denkmaldatenbank, ggf. ergänzt durch die dort nur selten veröffentlichten Erfassungstexte oder zusätzliche Informationen
- ID: Vom Landesamt für Denkmalpflege Sachsen vergebene, das Kulturdenkmal eindeutig identifizierende Objekt-Nummer. Der Link führt zum PDF-Denkmaldokument des Landesamtes für Denkmalpflege Sachsen. Bei ehemaligen Kulturdenkmalen können die Objektnummern unbekannt sein und deshalb fehlen bzw. die Links von aus der Datenbank entfernten Objektnummern ins Leere führen. Ein ggf. vorhandenes Icon  führt zu den Angaben des Kulturdenkmals bei Wikidata.

## Liste der Kulturdenkmale in Reitzendorf
| Bild           | Bezeichnung | Lage                                  | Datierung                                 | Beschreibung | ID       |
| -------------- | --- | ------------------------------------- | ----------------------------------------- | --- | -------- |
| Weitere Bilder | Wegesäule | Meixstraße 9 (vor) (Karte)            | Mitte 19. Jh. (Wegestein)                 | Stele mit geschweiftem Abschluss, Inschrift | 09283679 |
| Weitere Bilder | Reitzendorfer Windmühle: Turmholländer | Meßweg 3 (Karte)                      | 1861 (Mühle)                              | Windmühle mit landschaftsprägender Wirkung, ohne technische Ausstattung, heute Wohnhaus, Zeugnis der ländlichen Müllerei und Versorgung, 1987 vollständige Konstruktion, einschließlich der Flügel, ortsgeschichtlich und versorgungsgeschichtlich von Bedeutung bis 1919 als Getreidemühle in Betrieb, 1919 Zerstörung der Mühlenflügel durch ein Unwetter, bis 1927 mit Dieselmotor genutzt, ab 1987 rekonstruiert, inzwischen Wohnhaus und Sitz eines Unternehmens, das historische Windmühlen restauriert | 09283678 |
| Weitere Bilder | Wohnstallhaus (Obergeschoss Fachwerk, verputzt, Giebel verbrettert), Seitengebäude (oder Scheune?) und Scheune, letztere verbrettert, im rechten Winkel zueinander | Sandweg 1 (Karte)                     | 1. Hälfte 19. Jh. (Wohnstallhaus)         | Wohnstallhaus (Obergeschoss Fachwerk, verputzt, Giebel verbrettert), Scheune verbrettert | 09283700 |
| Weitere Bilder | Wohnstallhaus und Seitengebäude eines Bauernhofes | Sandweg 3 (Karte)                     | 1. Hälfte 19. Jh. (Wohnstallhaus)         | baugeschichtlich von Bedeutung | 09283701 |
| Weitere Bilder | Wohnstallhaus und Seitengebäude eines Bauernhofes | Sandweg 8 (Karte)                     | 18. Jh. (Wohnstallhaus)                   | Wohnstallhaus Obergeschoss Fachwerk verbrettert, angebautes Stallgebäude ebenfalls in Fachwerk, baugeschichtlich von Bedeutung | 09283698 |
| Weitere Bilder | Gasthof mit Anbau, zuletzt Kulturhaus »Schönfelder Hochland« | Schullwitzer Straße 1 (Karte)         | bez. 1865 (Gasthof)                       | | 09283673 |
| Weitere Bilder | Kleinbauernmuseum: Wohnstallhaus (Obergeschoss Fachwerk), Seitengebäude (Obergeschoss Fachwerk) und Scheune eines Dreiseithofes                                    | Schullwitzer Straße 3 (Karte)         | 2. H. 18. / 1. H. 19. Jh. (Wohnstallhaus) | Wohnstallhaus und Seitengebäude mit Fachwerk im Obergeschoss, einziger sachgerecht erhaltener Kleinbauernhof im Stadtgebiet von Dresden und wohl auch in der östlichen Hälfte Sachsens, bau-, orts- und sozialgeschichtlich von herausragender Bedeutung sowie für ein bestimmtes Gebiet singulär seit 1992 Kleinbauernmuseum Reitzendorf, Sitz des Heimatvereins Schönfelder Hochland e. V. | 09283674 |
| Weitere Bilder | Wohnstallhaus eines Zweiseithofes | Schullwitzer Straße 4 (Karte)         | 1. Hälfte 19. Jh. (Wohnstallhaus)         | Obergeschoss Fachwerk verbrettert, Zeugnis ländlicher Architektur und Volksbauweise, bildet markantes Ensemble mit dem benachbarten Kleinbauernmuseum, bau- und ortsgeschichtlich bedeutend Das Anwesen Dresden, OT Reitzendorf, Schullwitzer Straße 4 besitzt als ländlicher Bau seiner Zeit Zeugniswert und bildet mit dem benachbarten Kleinbauernmuseum ein auffälliges Ensemble. | 09283675 |
|                | Ländliches Wohnhaus | Schullwitzer Straße 13a (Karte)       | Mitte 19. Jh. (Wohnhaus)                  | | 09283677 |
| Weitere Bilder | Wohnstallhaus | Zaschendorfer Straße 1 (Karte)        | bez. 1819 (Wohnstallhaus)                 | | 09283680 |
| Weitere Bilder | Wohnstallhaus, Seitengebäude, Scheune und Schuppen eines Dreiseithofes                                                                                             | Zaschendorfer Straße 4 (Karte)        | bezeichnet 1828 (Wohnstallhaus)           | Seitengebäude Fachwerk | 09283681 |
| Weitere Bilder | Wohnstallhaus (Obergeschoss Fachwerk, verputzt) eines Dreiseithofes                                                                                                | Zaschendorfer Straße 8 (Karte)        | Mitte 19. Jh. (Wohnstallhaus)             | Obergeschoss Fachwerk, verputzt | 09283682 |
| Weitere Bilder | Wohnstallhaus und Scheune | Zaschendorfer Straße 11 (Karte)       | 2. Hälfte 19. Jh. (Wohnstallhaus)         | | 09283685 |
| Weitere Bilder | Wohnstallhaus (bez. im Türsturz) und zwei Scheunen (eine z. T. mit Fachwerk), mit Hofeinfahrt (zwei Torpfeiler)                                                    | Zaschendorfer Straße 12 (Karte)       | bezeichnet 1882 (Wohnstallhaus)           | Wohnstallhaus bezeichnet im Türsturz, eine Scheune z. T. Fachwerk | 09283686 |
| Weitere Bilder | Wohnstallhaus und Scheune | Zaschendorfer Straße 13 (Karte)       | 2. Hälfte 19. Jh. (Wohnstallhaus)         | | 09283687 |
| Weitere Bilder | Wohnstallhaus und Scheune | Zaschendorfer Straße 15 (Karte)       | bez. 1860 (Wohnstallhaus)                 | | 09283688 |
|                | Wohnstallhaus, Stallgebäude, Scheune und Schuppen eines Bauernhofes, mit Hofpflasterung                                                                            | Zaschendorfer Straße 19 (Karte)       | 2. Hälfte 19. Jh. (Bauernhof)             | | 09283691 |
| Weitere Bilder | Wohnstallhaus und zwei Scheunen eines Dreiseithofes | Zaschendorfer Straße 29 (Karte)       | 2. Hälfte 19. Jh. (Wohnstallhaus)         | | 09283694 |
| Weitere Bilder | Wohnstallhaus und Scheune eines ehem. Dreiseithofes, mit hölzernem Taubenhaus (nicht mehr vorhanden)                                                               | Zaschendorfer Straße 30 (Karte)       | 18. Jh. (Wohnstallhaus)                   | ehemals mit hölzernem Taubenhaus (nicht mehr vorhanden) | 09283695 |
| Weitere Bilder | Denkmal für im Ersten Weltkrieg Gefallene, mit schlafendem Löwen                                                                                                   | Zaschendorfer Straße 31 (vor) (Karte) | nach 1918 (Kriegerdenkmal 1. Weltkrieg)   | | 09283697 |
|                | Reitzendorfer Mühle: Mühlengebäude mit rechtem Anbau, Wehranlage und eiserner Handschwengelpumpe                                                                   | Zur Reitzendorfer Mühle 1 (Karte)     | bezeichnet 1852 (Getreidemühle)           | später auch als Gasthof genutzt, Zeugnis der ländlichen Müllerei und Versorgung, ortsgeschichtlich und versorgungsgeschichtlich von Bedeutung | 09283693 |

## Ehemalige Kulturdenkmale
| Bild                                    | Bezeichnung                         | Lage                            | Datierung | Beschreibung | ID |
| --------------------------------------- | ----------------------------------- | ------------------------------- | --------- | --- | -- |
|                                         | Nebengebäude des Gasthofs Meixmühle | Meixstraße 64 (Karte)           |           | das Nebengebäude der Meixmühle in der Meixstraße 64 befindet sich in der Gemarkung Reitzendorf im Themenstadtplan der Stadt Dresden wird es (Stand November 2019) als Kulturdenkmal ausgewiesen, in der Denkmaldatenbank des Landes Sachsen hingegen nicht. Die Meixmühle selbst ist als Kulturdenkmal in der Gemarkung Borsberg geschützt. |    |
| Direkt Bild zu diesem Denkmal hochladen | Wohnstallhaus                       | Sandweg 4 (Karte)               |           | Wohnstallhaus und Stallgebäude |    |
|                                         | Wohnstallhaus                       | Zaschendorfer Straße 10 (Karte) |           | Wohnhaus mit Nebengebäude |    |